# Sesso
Sesso is een plaats (frazione) in de Italiaanse gemeente Reggio nell'Emilia, provincie Reggio Emilia.

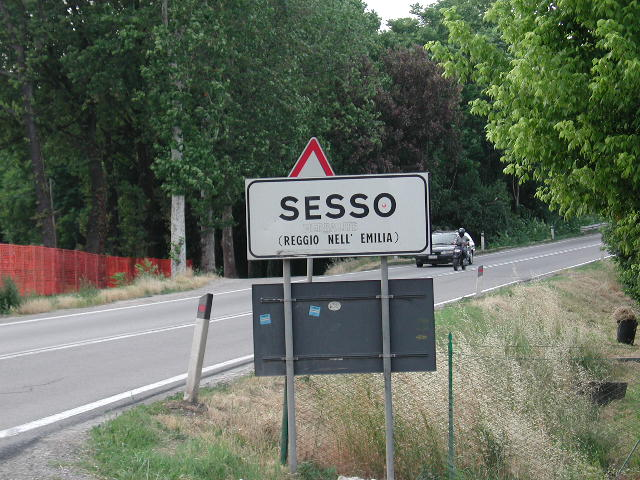
Ingang dorp

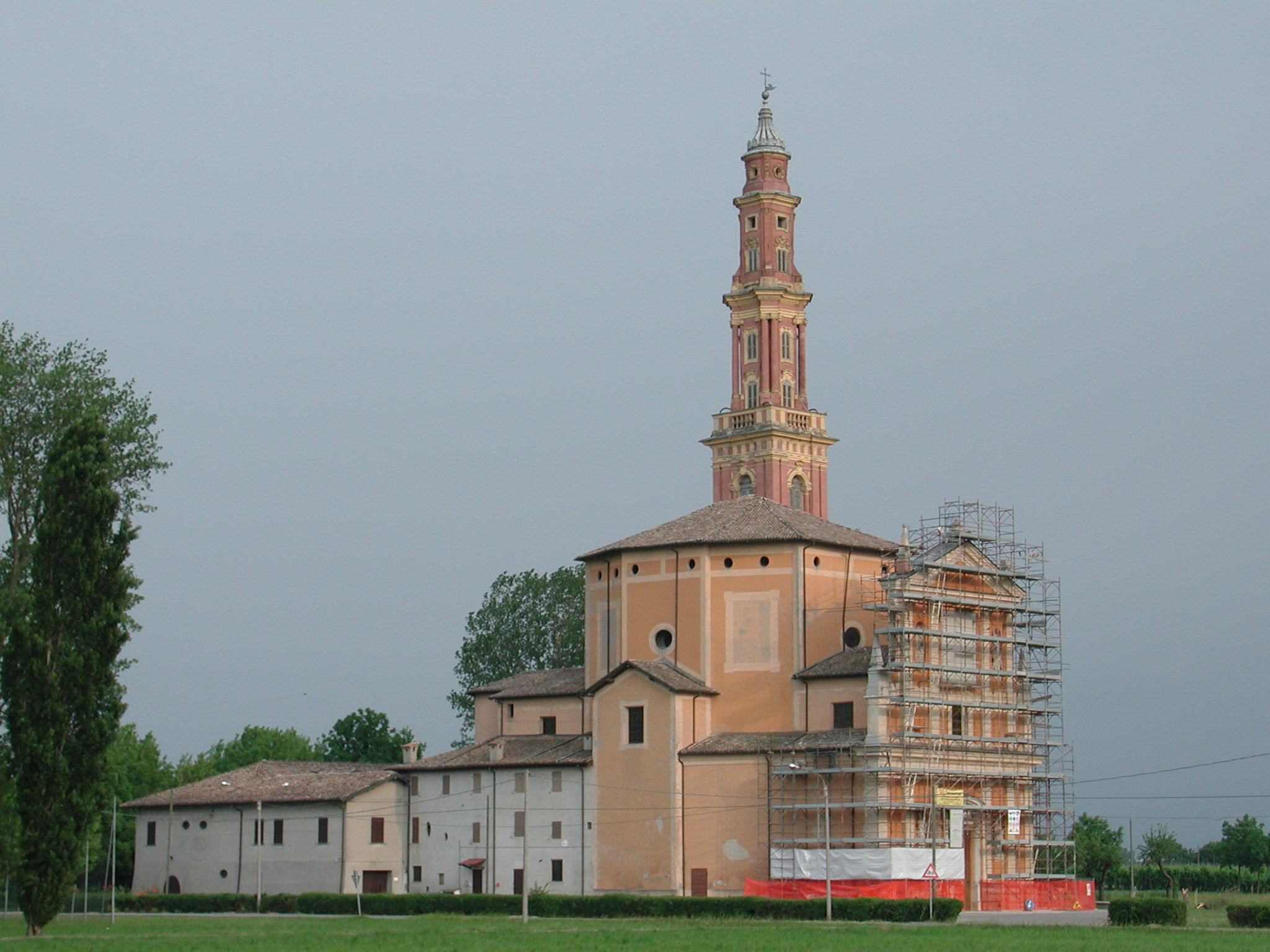
Parochiekerk